# Jens Wemmer
Jens Wemmer (* 31. Oktober 1985 in Aurich) ist ein ehemaliger deutscher Fußballspieler. Er ist der Bruder von Jörn Wemmer.

## Karriere
Wemmer begann seine Fußballkarriere beim TuS Sandhorst, danach wechselte er zur SpVg Aurich und anschließend in die Nachwuchsabteilung von Werder Bremen. Im Juli 2005 wechselte Wemmer zu den Amateuren des VfL Wolfsburg, kam aber erst in der Saison 2007/08 regelmäßig zum Einsatz. Ab Juli 2008 spielte er für den SC Paderborn 07, für den er am 27. Juli 2008 (1. Spieltag) in der neugeschaffenen Dritten Liga, beim 4:1-Sieg im Auswärtsspiel gegen Fortuna Düsseldorf, sein Debüt als Profifußballer gab. Mit dem SCP wurde er am Ende seiner ersten Saison Tabellendritter und schaffte den Aufstieg in die 2. Bundesliga. Zuvor war aber seine Saison nach einem Achillessehnenanriss vorzeitig beendet gewesen. Diese Verletzung zwang ihn auf einen Großteil der Hinrunde der Saison 2010/11 zu verzichten. Für den Rest der Spielzeit gehörte er dann aber wieder meist zur Anfangsformation der Paderborner in der zweithöchsten Spielklasse. In der Folgesaison verpasste er mit Paderborn als Tabellenfünfter nur um einen Punkt die Aufstiegsplätze zur Bundesliga. Wemmer kam dabei in allen 34 Ligaspielen zum Einsatz und erzielte zwei Tore. Mit 22 Zweitligaspielen und drei Toren in der Saison 2013/14 hatte er Anteil am erstmaligen Aufstieg seines Vereins in die Bundesliga 2014, in der er am 24. August 2014 (1. Spieltag), beim 2:2 im Heimspiel gegen den 1. FSV Mainz 05, sein Debüt gab.
Zur Saison 2015/16 wechselte Wemmer zu Panathinaikos Athen. Den Vertrag hat er 2017 nicht verlängert. Im Sommer 2018 wechselte er in die Maltese Premier League zu den Tarxien Rainbows. Nach einer Spielzeit wechselte er ligaintern zu Hibernians Paola. Dort lief sein Vertrag zum 30. Juni 2020 aus.

## Erfolge
- Aufstieg in die 2. Bundesliga 2009  (mit dem SC Paderborn)
- Aufstieg in die Bundesliga 2014  (mit dem SC Paderborn)